# Auteuil (Seine)
Cet article possède un paronyme, voir Anteuil.
Pour les articles homonymes, voir Auteuil et Autheuil.
Auteuil est une ancienne commune française érigée en paroisse en 1192 et intégrée en 1790 au département de la Seine. Son centre a été absorbé par la commune voisine de Paris et sa partie sud par celle de Boulogne-sur-Seine en 1860 pour former le quartier de Billancourt, d'où le nom officiel de l'actuelle commune de Boulogne-Billancourt depuis 1926. Cependant, son nom subsiste dans l'actuel quartier d'Auteuil, correspondant au sud du 16e arrondissement de Paris.

## Toponymie
L'étymologie du toponyme Auteuil ferait référence au latin altar (« autel »), ou au latin altum (« élevé ») et gaulois  ialo (« clairière, zone défrichée »)[réf. nécessaire], ou encore au latin altarium (petite colline). L'origine exacte du terme est inconnue. D'Altogilum, le toponyme devient Auteuil au XVIe siècle.
Auteuil se retrouve dans d'autres régions.

## Histoire

### La fontaine de Nigeon (447-1108)
En 623, le testament de Bertrand du Mans, fils de magnat poitevin devenu évêque et propriétaire de la villa de Nigeon, qui occupe l'emplacement de l'actuel Trocadéro, mentionne le futur Auteuil et sa source sous le nom de Fontainette (Fontanitum).
Le 28 février 717, sous le règne de Chilpéric II, la forêt du Rouvray, Rubridum sylva, qui s'étend à l'ouest du Paris de l'époque jusqu'à l'actuelle Concorde et la garenne de Monceau, est partagée entre l'abbaye de Saint-Denis et l'abbaye Sainte-Geneviève, l'ouest et la rive de Seine en aval de Saint-Cloud revenant à celle-là, l'est et la rive en amont à celle-ci. Les Génovéfains se retrouvent chargés du prieuré Saint-Martin-des-Champs et de l'oratoire que celui-ci entretient au Sanctum Martyrum.
En 1060 Henri Ier fait reconstruire Saint-Martin-des-Champs, que les Normands avaient détruit, tout comme Sainte Geneviève du Mont. Le roi donne aux Génovéfains une église située sur la rive qui leur revient entre Auteuil et Montmartre, Chaillot, qui est alors la principale cure du prieuré Saint Martin. Au sud de Chaillot, le territoire échappe aux Génovéfains. Le Mans ayant été en 1069 ravagé par Guillaume le Conquérant à la suite d'une insurrection, le territoire du futur Auteuil figure en effet parmi les donations faites à la nouvelle abbaye du Bec, que l'archevêque de Cantorbéry Anselme érige en fleuron de l'église de Normandie.

### Seigneurie d'Auteuil (1109)
En 1109, les puissants et riches chanoines du chapitre de l'abbaye Sainte-Geneviève cèdent aux abbés du Bec, pour des raisons géographiques et politiques évidentes, Gamilly et diverses autres enclaves qu'ils possèdent en Normandie autour de Vernon, ville où se dresse la collégiale Notre-Dame. Ils reçoivent en échange tout ce que les Anglais possèdent dans Paris, dont des vignes, et le territoire d'Auteuil,.
L'échange se fait, à l'occasion de la succession du défunt capétien Philippe, dans le cadre de la rivalité pour la suprématie en France entre le thibaldien Thibaut le Grand, petit-fils de Guillaume le Conquérant et frère aîné du futur roi d'Angleterre Étienne, et Louis le Gros, contesté par son demi frère Philippe de Montlhéry. Le chancelier Étienne de Garlande, oncle présomptif d'Héloïse, est à la manœuvre. Il se fait nommer l'année suivante doyen du chapitre de Sainte-Geneviève, où il s'empresse d'accueillir l'enseignement moderniste à l'origine de l'Université d'Abailard. Les abbés de Sainte-Geneviève deviennent les seigneurs d'Auteuil mais en fait le revenu en est reversé sous forme de prébende à un des chanoines du chapitre abbatial, peut être pour le rémunérer de l'opération d'acquisition, puisque cette prébende sera récupérée peu avant le décès de son bénéficiaire, en 1162.
La seigneurie dure jusqu'à la Révolution. À sa création, elle s'étend vers l'ouest sur presque tout le territoire de l'actuel Boulogne-Billancourt jusqu'à l'île de Sèvres incluse, la frontière avec la paroisse de Saint-Cloud étant l'actuelle rue de Billancourt. Au nord-ouest, le territoire inclut ce qui deviendra le château de Boulogne, aujourd'hui à Neuilly-sur-Seine, ainsi que les bois relevant du domaine royal de Clichy, dont l'actuel bois de Boulogne est le vestige. Le pouvoir temporel est confié avec Issy et Vanves aux seigneurs de Passy, chargés de collecter l'impôt pour les Génovéfains. Cet ensemble temporel auquel appartient Auteuil est un franc-alleu appelé le fief Beaudoin (probablement du nom du seigneur normand duquel les abbés de Sainte-Geneviève l'ont acquis par le traité de 1109).

### Démembrement et affermage (1110-1191)
Les Génovéfains, sous la direction de leur doyen Étienne de Garlande, valorisent le lieu-dit Fontainette et sa source en construisant une maison de repos et de séjour pour les malades de l'abbaye. Pour financer l'opération, ils afferment à l'abbaye Saint-Germain le Rond le sud de la nouvelle paroisse, Billancourt et Les Longs Prés.
En 1134, l'écart des Menuls lès Saint Cloud est détaché d'Auteuil par la reine Adélaïde pour être rattaché à la nouvelle abbaye de Montmartre. En 1330, il deviendra, avec son « Long champ » communal, Boulogne la Petite. Les habitants de la ferme de Billancourt, au sud de l'actuelle rue du Vieux-Pont-de-Sèvres et de l'île de Sèvres, resteront attachés au service paroissial d'Auteuil. Le centre d'Auteuil se trouvera alors physiquement séparé de la nouvelle paroisse voisine par les bois de la forêt du Rouvres, domaine litigieux entre les paroissiens et le roi dont les lisières sud sont les actuelles rue du Chemin-Vert et rue Denfert-Rochereau.
En 1150, deux générations après la concession faite à Saint Germain, le fermier, Arnold, seigneur de Chailly, et sa femme Aveline font don, sans le fonds donc, de Billancourt, moins de cent hectares situés le plus à l'ouest, à la toute jeune l'abbaye Saint Victor des Champs.

### Exploitation seigneuriale (1192-1336)
En 1192, le suffragant Maurice de Sully confère à Auteuil le statut de paroisse. Le chapitre génovéfain y instaure au cours du XIIIe siècle une seigneurie banale.
Il crée pour sa commune d'Auteuil un poste de maire, administrateur du domaine qui vit sur place. Celui-ci reçoit en 1226 l'office d'un four banal, à charge d'en tirer une redevance annuelle en nature prélevée sur le grain, six setiers de seigle, soit un sac de moins de dix kilogrammes. Diverses coutumes sont promulguées de façon à assurer à l'abbaye une rente en nature et en argent, qui en 1243 équivaut à environ deux mil livres.
En 1247, sous le règne de Saint Louis, le servage est aboli sur le territoire de la paroisse, avec un siècle de retard par rapport aux paroisses relevant de l'abbaye de Saint-Denis. Les « hommes de corps » attachés au domaine doivent s'acquitter d'une taxe qui rachète leur liberté.
Les paysans roturiers restent astreints à la corvée de l'entretien et de l'exploitation d'un vignoble de vingt deux arpents, soit près de dix hectares (plus que le Ranelagh, moins que le parc Rothschild), auquel un Chemin des Plantes, c'est-à-dire en ancien français « des vignes », aboutissant à travers le Bois au domaine occupé par l'actuel hôpital Ambroise Paré à Boulogne, a conservé le souvenir jusqu'à son effacement en 1860.

### Retraite bucolique (1337-1789)
Au sortir d'une guerre de Cent Ans qui s'éternise, l'infrastructure agricole est en France soit en ruine soit à l'abandon. La population qui a survécu à la peste noire s'est réfugiée dans les bourgs. À la suite de la révolte des Cabochiens sont ravagées les poissonneries de la Seine et les usines de salaisons que les bourgeois de la Grande Boucherie possèdent dans la banlieue. Comme partout, les Génovéfains doivent renoncer à leurs privilèges et leur rente et doivent recourir à l'emphythéose pour recruter des bras. Auteuil a perdu 99,9975 % de sa valeur et ses coutumes sont cédées pour douze deniers parisis . En 1426, ils afferment Billancourt à un certain Guillaume le Muet.
Si l'usine de salaison des Saussières de Boulogne a été détruite, Auteuil dans son ensemble, bien que dépourvu de murailles, semble peu atteint par les pillages et son cadre bucolique préservé, du moins durant le régime du traité de Troyes où ses abbés de Paris ont repoussé au-delà de la Loire, à Bourges une guerre que la figure de Jeanne d'Arc n'a pas encore ranimée. La manse de Billancourt, nouvellement affermée, est un hôtel particulier intact entourés, outre diverses annexes, d'une grange, une basse cour, un colombier, privilège seigneurial, un potager, un verger et autres jardins, le tout au milieu d'herbages livrés au bétail. Il s'y trouve aussi un atelier de salaison, qui sert tant pour le cochon que le poisson. L'île de Billancourt et celle de Longueignon, les deux longues îles qui appartiennent au domaine, et qui forment aujourd'hui l'île Saint-Germain, abritent sans doute les barques pour la pêche à l'alose ou la chasse au cygne.
Vers 1550, le roi Henri II clôture le bois de Boulogne, empêchant l'accès des habitants des paroisses voisines, et construit en son milieu une capitainerie de chasse, le château de la meute. Le seigneur d'Auteuil est le trésorier du roi Raoul Moreau, qui possède également les châteaux de Thoiry et de Grosbois.
Lors du massacre de la Saint-Barthélemy, plus 1800 cadavres échouent sur les rives d'Auteuil à hauteur du Point-du-Jour. À la fin du XVIe siècle, Auteuil, qui est un refuge pour les familles poursuivies, compte plus de dix pour cent d'habitants se déclarant protestants, dont son maire, l'avocat près le Parlement Macheco.
En 1672, la partie nord d'Auteuil est érigée autour de l'église Notre-Dame-de-l'Annonciation en paroisse autonome, Passy.

### Commune d'Auteuil (1790-1859)

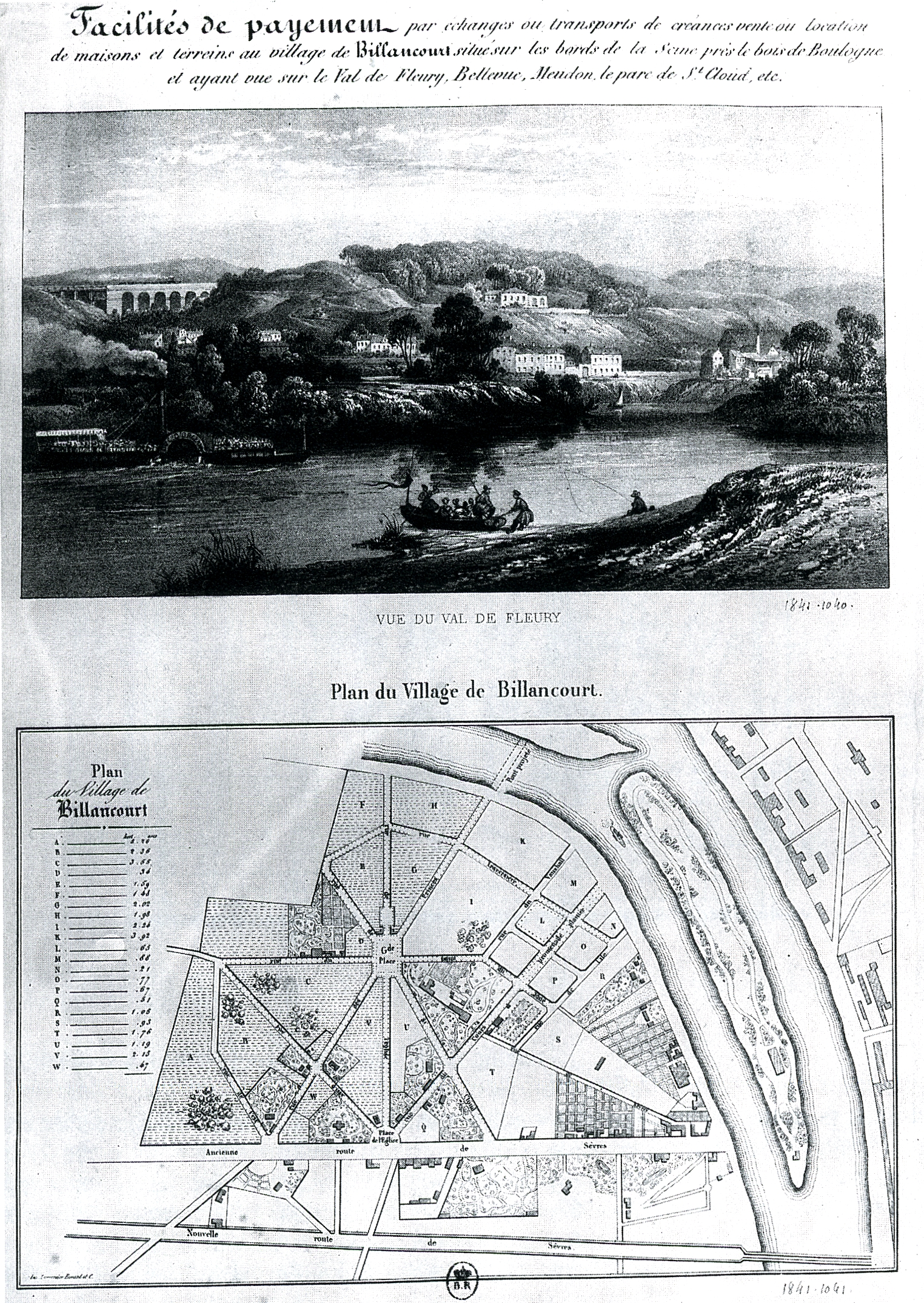
Plan du village de Billancourt (vers 1834).

En 1790, à la Révolution française, la seigneurie d'Auteuil est remplacée par la commune d'Auteuil. La commune est constituée de trois agglomérations : le village d'Auteuil, le hameau du Point-du-Jour et, plus éloigné, celui de Billancourt.
En 1794, l'île de Sèvres ayant été vendue comme bien national, le chimiste Armand Seguin y construit une manufacture de cuir conçue selon un plan rationnel d'optimisation de la productivité. C'est en fait la première usine moderne.
Auteuil voit apparaître dans son quartier de Billancourt les prémices de la révolution industrielle. En 1820, le nouveau pont de Sèvres, en pierre, est presque achevé et l'on détruit sans plus attendre le vieux pont de bois laissé deux cents mètres en amont. En 1824, le premier pont suspendu est construit entre la rive et l'île Seguin. C'est une première mondiale. En 1825, la société du baron de Gourcuff rachète la vaste ferme de Billancourt pour y créer un quartier résidentiel de luxe, qu'il vend par lots sous le nom de « Hameau Fleury ». Ce projet avant-gardiste de ville nouvelle, d'une ampleur inédite, définit des règles d'urbanisme modernes. Le Hameau Fleury est une zone entièrement piétonne. Le père de Louis Renault y achètera un des lots et c'est là que se développera le cœur de l'industrie automobile française.
Au XIXe siècle, Auteuil est réputée pour ses eaux minérales et son établissement hydrothérapique. Son charme champêtre et son calme sont prisés. Des Parisiens fortunés y bâtissent de nombreuses maisons de campagne (un épisode décrit entre autres dans Le Comte de Monte-Cristo d'Alexandre Dumas).
En 1845, l'enceinte de Thiers, dont la construction a commencé en 1840, coupe le territoire d'Auteuil en deux.

### Annexion et dissolution (1860)
En 1860 lors de l'extension de Paris du mur des Fermiers généraux à l'enceinte de Thiers, la commune d'Auteuil est supprimée et son territoire est réparti entre Paris et Boulogne, :
- la partie intérieure à l'enceinte, soit un peu moins de la moitié du territoire, est rattachée à Paris, devenant un quartier du nouveau 16e arrondissement ;
- la partie extérieure à l'enceinte, le territoire de Billancourt, la moins construite et de loin la moins habitée, est rattachée à Boulogne en compensation de Longchamp, utilisé par le duc de Morny pour construire un hippodrome trois ans auparavant. Le quartier du Parc des Princes était également situé sur ce territoire.

Répartition du territoire communal rattaché à Boulogne-Billancourt (en jaune) et Paris (en rouge).

## Évolution démographique
| 1793  | 1800  | 1806  | 1821  | 1831  |
| ----- | ----- | ----- | ----- | ----- |
| 1 205 | 1 107 | 1 163 | 1 490 | 2 757 |

| 1836  | 1841  | 1846  | 1851  | 1856  |
| ----- | ----- | ----- | ----- | ----- |
| 3 236 | 3 609 | 3 559 | 4 185 | 6 270 |

## Mairie
En août 1792, la mairie de la commune d'Auteuil s'installe place de la Fontaine (place Jean-Lorrain) puis en août 1804 place d'Aguesseau (devenue place de l'Église-d'Auteuil) et enfin en 1844 au n°34 rue Boileau, un bâtiment incendié lors de la Commune de Paris en 1871.

### Liste des maires
- ?-? : Jean-Claude Gillet, premier maire d'Auteuil[18].
- ?-1859 : Philippe Musard

## Personnalités liées à Auteuil
À l'époque où Auteuil n'est qu'un village, le site est prisé pour ses aménités champêtres, loin du tumulte parisien et en même temps situé sur la route qui conduit à Versailles. Louis XIII puis Louis XIV vinrent y chasser.

### Le Parnasse d'Auteuil

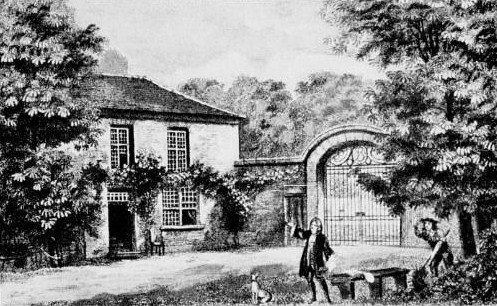
La maison de Boileau à Auteuil.

- Nicolas Boileau ;
- Molière ;
- Jean de la Fontaine.

Ils se réunissaient à l'Auberge du Mouton Blanc, rue d'Auteuil.

### La Société d'Auteuil (1772-1800)
- Anne-Catherine de Ligniville Helvétius ;
- Benjamin Franklin ;
- Jean-Baptiste de La Chapelle ;
- Condorcet ;
- Antoine Destutt de Tracy, président de la société des Idéologues, qu'il réunissait chez lui, près de l'église d'Auteuil[21] ;
- Jean Le Michaud d'Arçon (1733-1800), général du génie de la Royauté et de la République y est décédé.

En 1798 et 1799, Napoléon Bonaparte visite trois fois Madame Helvétius, qui demeure à Auteuil, et c'est en se promenant avec lui dans le jardin qu'il juge étroit, que, cette veuve illustre lui adresse ces paroles, qu'il est si peu fait pour apprécier : « Vous ne vous doutez pas, général, combien on peut trouver de bonheur dans trois arpents de terre ».

### Personnalités de la commune d'Auteuil avant son rattachement à Paris en 1860
- Benjamin Thompson (1753-1814), physicien américain, comte de Rumford ;
- Étienne Nicolas Louis Ternaux (1765-1830), manufacturier en draps et banquier français ;
- Anne Joséphine Quintin de Kercadio (1779-1824), personnalité contre-révolutionnaire, morte à Auteuil, épouse de Louis Joseph Hervé, sieur du Lorin.
- Philippe Musard (1792-1859), compositeur et chef d'orchestre français, par ailleurs maire d'Auteuil ;
- Victor-Constant Michel (1850-1937), militaire français, né à Auteuil en 1850 ;
- Claude-Antoine Peccot (1856-1876), mathématicien et pianiste français, né à Auteuil en 1856.

## Bibliographie

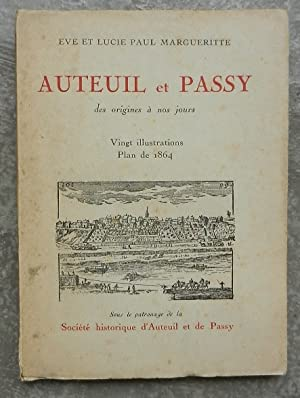
Auteuil et Passy d'Ève et Lucie Paul-Margueritte.